# Arquelao (hijo de Amintas III)
Arquelao (en griego antiguo: Ἀρχέλαος, romanizado: Archélaos; fallecido en 359 a. C.) fue hermanastro de Filipo II, rey de la antigua Macedonia. Era hijo de Amintas III y su segunda esposa, Gigea.Filipo II ejecutó Arquelao poco después de convertirse en rey en el 359 a. C., posiblemente debido a la amenaza militar que suponía el pretendiente Argeo y a la necesidad de asegurar el trono frente a otros posibles rivales.
 También ejecutó probablemente a los otros hijos de Gigaa, Menelao y Arrideo, tras un asedio en Olinto diez años después, en 348 a. C.